# Juli Saturní
Juli Saturni o Saturní II (en llatí Julius Saturninus) va ser un usurpador del tron imperial romà.
Era nadiu de la Gàl·lia i la seva biografia va ser escrita per Flavi Vopisc que diu que es va destacar en els afers militars a la Gàl·lia, Hispània i Àfrica. Aurelià el va nomenar comandant de la frontera oriental amb ordres expresses de no visitar mai la província romana d'Egipte, perquè era una província turbulenta on un general ambiciós podia provocar conflictes. Aquesta decisió era força assenyada, ja que més tard, durant el regnat de Marc Aureli Probe, del que Saturní era amic, va ser nomenat governador de la província romana de Síria al voltant de l'any 279. Va sortir de Síria i soldats indisciplinats i el poble d'Alexandria el van proclamar august. La proclamació es va fer contra la seva voluntat i va retornar a Síria, però sembla que no va poder evitar ser sospitós i així finalment va acceptar la porpra imperial a Palestina. Però poc després va morir a mans dels soldats de Probe, encara que aquest volia evitar la seva mort.